# Ossessione nuda
Ossessione nuda (Le chant du monde) è un film del 1965 diretto da Marcel Camus.
Il film è basato sul libro omonimo (Le Chant du monde) del 1934 scritto da Jean Giono.

## Trama
In Alta Provenza, due clan di contadini rivali si scontrano nell'arco delle quattro stagioni dell'anno. Un giovane taglialegna, andato nel paese di Rebeillard per abbattere alberi, da diversi mesi non dà segno di vita. Preoccupato per questa lunga assenza, suo padre va a cercarlo.